# Gotfred Appel
Gotfred Appel, född 1924, död 1992, var en dansk marxist och socialistisk teoretiker, under 1950- och 1960-talen aktiv i Danmarks kommunistiske parti, DKP.

## Ideologisk utveckling
Under den ideologiska striden mellan Sovjetunionens kommunistiska parti och Kinas kommunistiska parti (KKP) i början av 1960-talet tog Appel parti för KKP. Han arbetade då för DKP:s partiorgan Land og folk där han skötte utrikesbevakning av i synnerhet utvecklingen i Kina. I september 1963 knöts han till kinesiska ambassadens tidskrift Bulletin och uteslöts ur DKP. Efter detta intermezzo bildade han Danmarks första rent maoistiska parti, Kommunistisk Arbejdskreds (KAK). I slutet på 1970-talet splittrades KAK och en del av gruppen kom att bilda den beryktade Blekingegadeligan.
Appel var filosofiskt kraftigt påverkad av Mao Zedongs skrift Om motsättningar (1937). Han betraktade marxismen som en helt sann vetenskap och sökte därför "objektiva" drivkrafter i historiematerialismen, som med Marx skrifter som grund hävdade att världen oundvikligen rörde sig mot socialismen. Av denna anledning var han inte motståndare till Danmarks inträde i europeiska gemenskapens inre marknad år 1972; han menade att detta skulle accelerera den kapitalistiska processen och därmed föra socialismen närmare.

## Snyltarstatsteorin
KAK kom under 1960-talets slut att utveckla sig i en alltmer självständig riktning, och Appel utarbetade då den så kallade snyltarstatsteorin, enligt vilken arbetarklassen i Västeuropa och USA sitter på dubbla stolar: den är utnyttjad i produktionen och skapar mervärde, men är samtidigt mutad på så vis att dess levnadsstandard och därmed dess ekonomiska och kulturella behov samt fackliga krav grundar sig på flera decenniers deltagande i den imperialistiska världens kolonialistiska och neokolonialistiska rovdrift. Mutfaktorn är den dominerande av dessa två, och detta var enligt Appel orsaken till att revisionismen bredde ut sig och hindrade den revolutionära rörelsen i Västeuropa. Först efter att den tredje världen befriat sig från imperialismen och därmed skurit av grogrunden till de rika ländernas superprofit skulle det finnas en grogrund för revolution i Västeuropa. Teorin påminner starkt om teorin om så kallat falskt medvetande.
Denna oortodoxa teori skapade konflikt med kineserna och ledde till bildandet av en mer Kina-trogen organisation med namnet Kommunistisk Forbund - marxister-leninister (danska KFML).
Snyltarstatsteorin och Appels aggressiva ton fick visst gehör i Sverige under slutet av 1960-talet och var en av de ledande idéerna i den så kallade Rebellrörelsen, en maoistisk sektliknande organisation som bildades genom en utbrytning ur Clarté. Anhängarna här och annorstädes kallades appelianer.